# 李永浩
李 永浩（イ・ヨンホ、朝鮮語: 이영호、1913年 - 1988年6月15日）は、大韓民国の実業家、政治家。第7代韓国国会議員。

## 経歴
黄海道出身。中央大学法学部卒。株式会社黄海社社長、海州市民会会長、東洋塗料株式会社取締役社長、農林（豊林）建設株式会社取締役会長、全国シルム協会会長、黄海道道民会長、民主共和党京畿道支部事務局長・中央党紀委員、第7代国会全国区国会議員を務めた。
1988年6月15日、ソウル大病院で老衰により死去。享年75。